# ŠK Bosna
Le ŠK Bosna (Šahovski klub Bosna en bosnien) est un club d’échecs du canton de Sarajevo, en Bosnie-Herzégovine. Il fait partie  de la  Société des sports de l'Université, l'USD Bosna. Il a remporté de nombreux succès sur la scène internationale.
Le club organise tous les ans, au mois de mai, un tournoi d'échecs, dont la 40e édition a eu lieu en 2010.

## Histoire
Le club a été fondé en 1960, sous le nom de « ŠK Iskra ». Le 15 juillet 1976, après avoir rejoint l'USD Bosna, il change son nom pour s'appeler désormais le ŠK Bosna.

## Palmarès
Le club a remporté sept fois la coupe de Yougoslavie des clubs d'échecs , en 1983, 1984, 1985, 1986, 1987, 1990 et 1991.
En Coupe d'Europe des clubs d'échecs, le club est l'un des plus titrés, avec quatre victoires, respectivement en 1994, 1999, 2000 et 2002.